# Aquilino de Ausona
Aquilino fue obispo católico de Ausona a finales del siglo VI.
Se halló presente en el III Concilio de Toledo del año 589 donde, por orden de antigüedad, firmó en 36º lugar antecediendo a otros 26 obispos, lo que hace suponer que fue consagrado obispo de la sede varios años antes, hacia el 585; no asistió al concilio de Zaragoza del año 592, donde estuvo representado por el diácono Esteban, pero sí participó personalmente en el concilio habido en Barcelona en el 599.
Se desconoce cuánto tiempo vivió más allá de este última fecha.